# اوستروویتس شوینتوکژسکی
اوستروویتس شوینتوکژسکی (به لهستانی:  Ostrowiec Świętokrzyski) یک منطقهٔ مسکونی در لهستان است که در شهرستان اوستروویتس واقع شده‌است. اوستروویتس شوینتوکژسکی ۴۶٫۴۳ کیلومتر مربع مساحت و ۷۱٬۹۵۹ نفر جمعیت دارد.

## خواهرخوانده
شهر پینتو خواهرخواندهٔ اوستروویتس شوینتوکژسکی هست.